# L'Abeille haytienne
Pour les articles homonymes, voir L'Abeille.
L'Abeille haytienne est la première revue de la littérature haïtienne. Elle fut fondée en 1817 par l'écrivain et poète haïtien Jules Solimes Milscent durant la période de la littérature pionnière (littérature des Pionniers, 1804-1836).